# 15112 Arlenewolfe
A 15112 Arlenewolfe (ideiglenes jelöléssel 2000 CY94) a Naprendszer kisbolygóövében található aszteroida. A LINEAR projekt keretében fedezték fel 2000. február 8-án.